# Herzogenrath

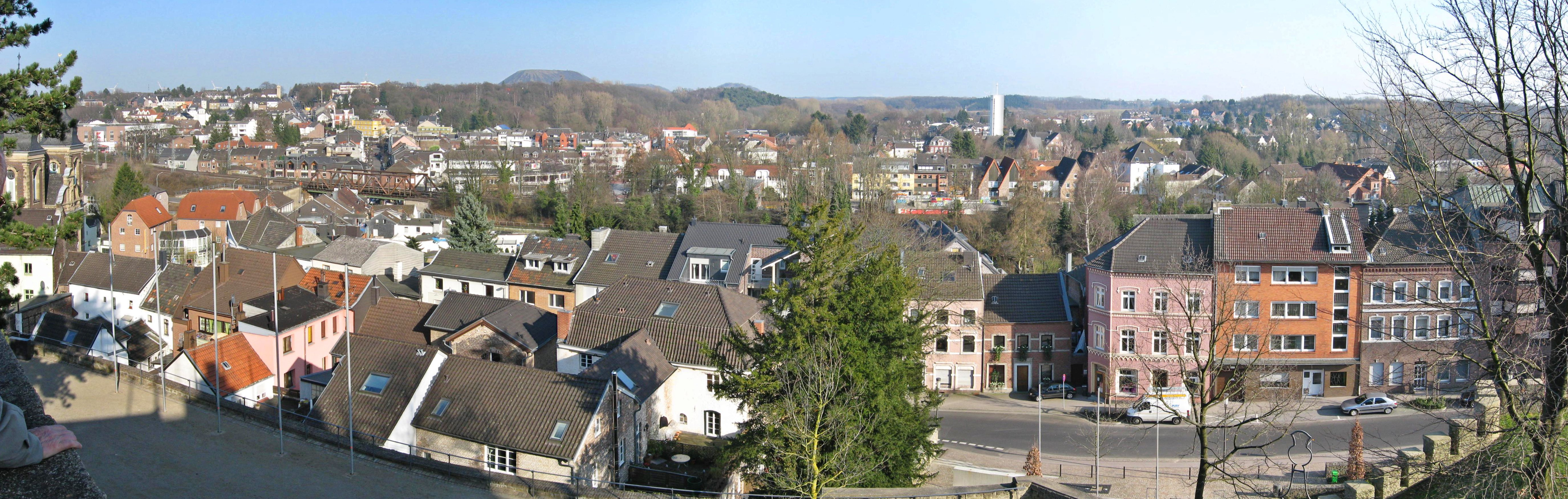
Blick auf die Stadt von der Burg Rode

Die Stadt Herzogenrath (niederländisch ’s-Hertogenrade, französisch Rode-le-Duc oder Rolduc, ripuarisch Herzeroa) ist eine mittlere regionsangehörige Stadt in der nordrhein-westfälischen Städteregion Aachen. Sie entstand 1972 aus der Zusammenlegung der Stadt Herzogenrath mit den Gemeinden Kohlscheid und Merkstein und bildet mit dem niederländischen Kerkrade die symbolische Doppelstadt Eurode. Jahrhundertelang prägte Bergbau die Stadt.

## Geographie
Die Stadt Herzogenrath liegt im Übergangsbereich zwischen der Eifel und der niederrheinischen Tiefebene. Nachbargemeinden sind im Uhrzeigersinn beginnend im Norden: Übach-Palenberg, Baesweiler, Alsdorf, Würselen, Aachen, Kerkrade (NL) und Landgraaf (NL). Herzogenrath gehört zum Nordkreis Aachen. Die Stadt hat eine Nord-Süd-Ausdehnung von etwa 14 km, in der West-Ost-Achse sind es nur zwischen 1,5 km und 4 km. Auf einer Länge von knapp 9 km ist die westliche Stadtgrenze die Landesgrenze zu den Niederlanden, im Wesentlichen zur Stadt Kerkrade.

### Stadtgliederung
Herzogenrath besteht aus den drei Ortsteilen Herzogenrath, Merkstein und Kohlscheid:

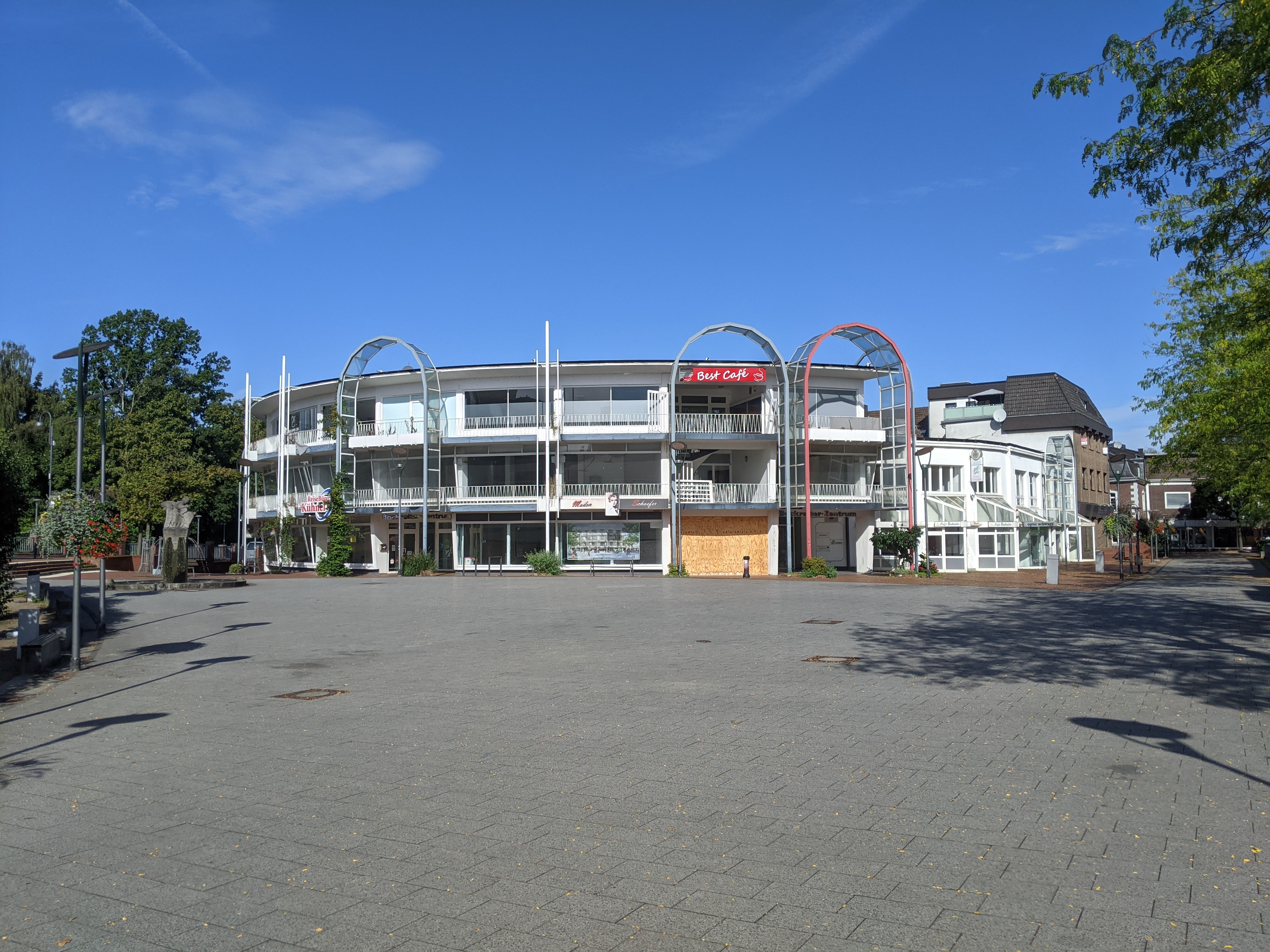
Ferdinand-Schmetz-Platz in Herzogenrath

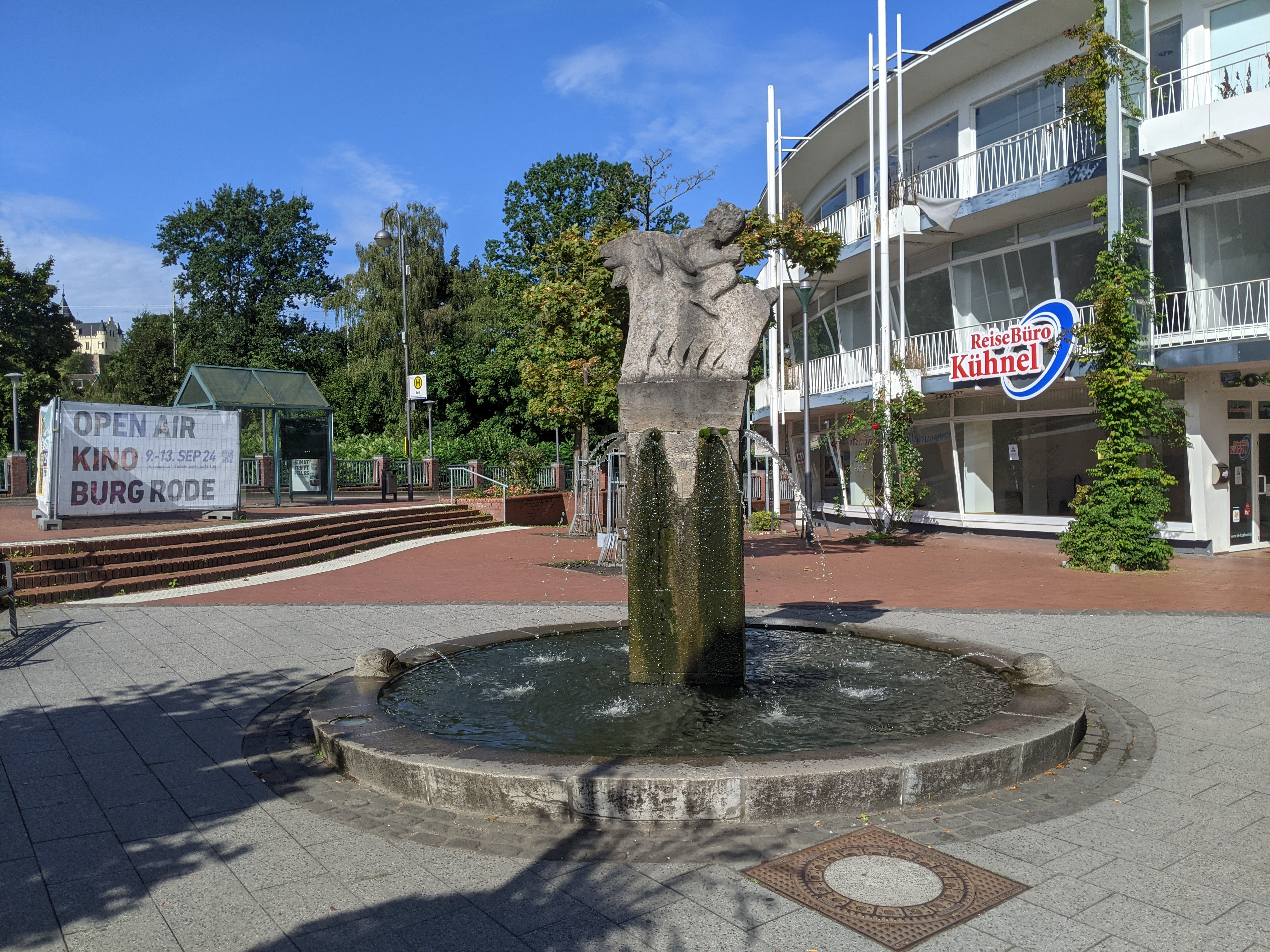
Bockreiterbrunnen am Ferdinand-Schmetz-Platz in Herzogenrath

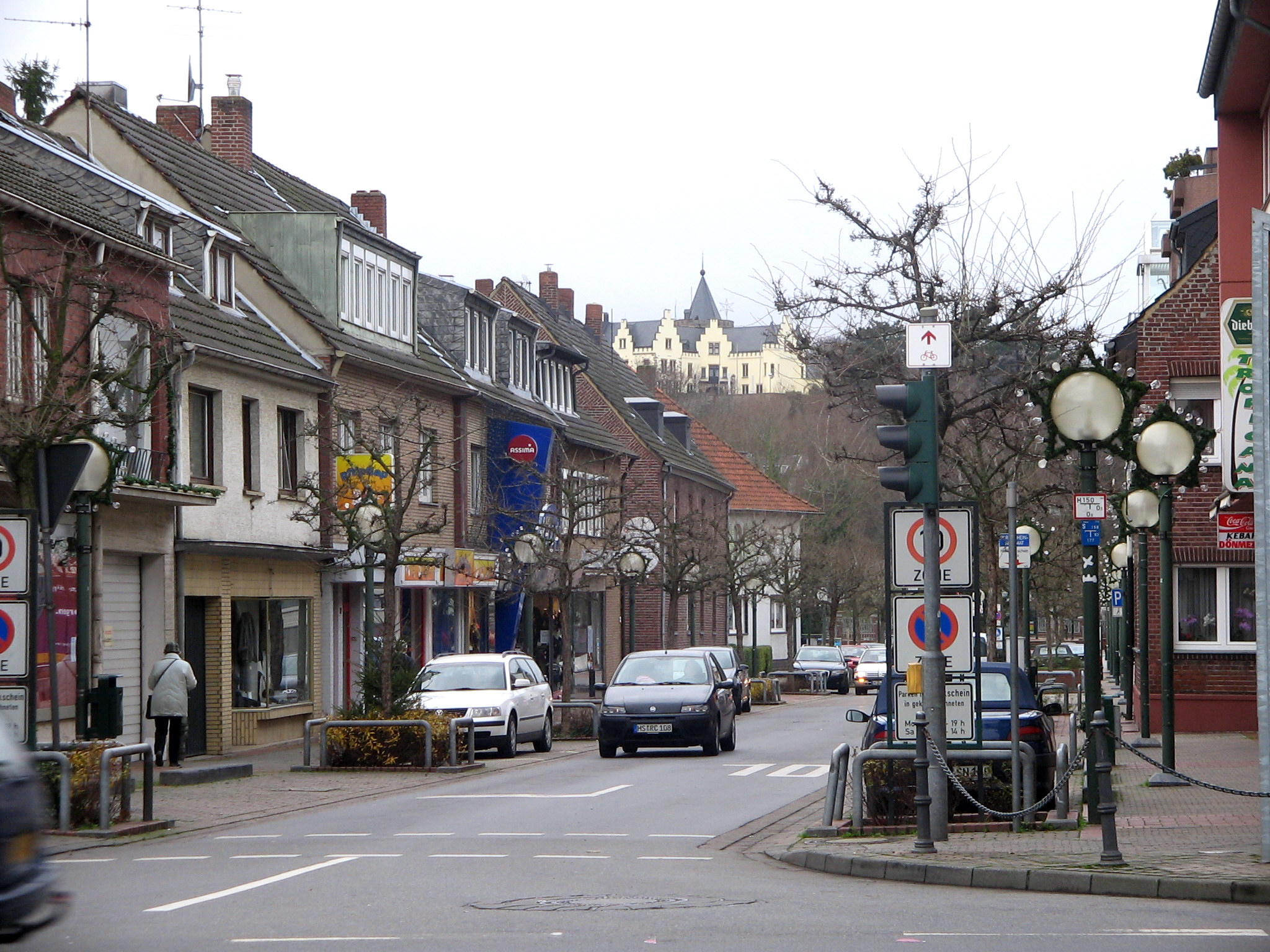
Apolloniastraße in Herzogenrath

#### Kernstadt Herzogenrath
| - Straß - Kohlberg - Gasse - Hegge(n) - Pesch | - Maubach - Beckenberg - Afden - Niederbardenberg - Ruif | - Noppenberg - Bierstraß - Thiergarten (auch Merkstein) - Dahlen - Wefelen |

#### Ehemalige Gemeinde Merkstein
| - Hofstadt - Worm - Wildnis - Herbach - Plitschard - (Alt) Merkstein | - Floess - Thiergarten (teils zu Merkstein, teils zu Herzogenrath) - Streiffeld - Nievelstein - Finkenrath | - Ritzerfeld - Magerau - Noppenberg (teils zu Merkstein, teils zu Herzogenrath) - Ophoven - Neumerberen - Rimburg (1816 bis 1972) |

#### Ehemalige Gemeinde Kohlscheid  (bis 1908 Pannesheide)
| - Pannesheide - Schützenheide - Schweyerhof - Roland - Spidell - Kessels - Klinkheide | - Vorscheid - Bank - Wilsberg - Rumpen - Dornkaul - Berensberg | - Hasenwald - Mitteluersfeld - Pley - Kircheich - Forensberg - Neu-Forensberg - Feld |

### Nachbarorte
| Kerkrade-Eygelshoven | Übach-Palenberg                             | Baesweiler                      |
| Kerkrade             | Kompassrose, die auf Nachbargemeinden zeigt | Alsdorf und Würselen-Bardenberg |
| Richterich           | Aachen                                      | Würselen                        |

### Gewässer
Die Wurm, wichtigster Nebenfluss der Rur, fließt zunächst östlich an den Herzogenrather Stadtteilen Kohlscheid und Straß vorbei, um dann den Ortskern der Stadt Herzogenrath in einen südlichen Teil rund um die Burg und einen nördlichen Teil (Afden) mit dem Bahnhof, Industriegebiet und Rathaus zu trennen. Der aus westlicher Richtung von Alsdorf her fließende Broichbach (auch: Broicher Bach) mündet genau im Herzen Herzogenraths in die Wurm und trennt Afden und den Westen Herzogenraths (mit Niederbardenberg, Ruif und Wefelen) vom übrigen Stadtgebiet. Ein Stausee etwa 500 Meter oberhalb der Mündung im Naherholungsgebiet Broichbachtal gelegen, reguliert den Wasserzufluss vom Broichbach in die Wurm. Hier liegt auch die historische Erkensmühle.
Die Wurm passiert nördlich der Altstadt das Gelände der St. Gobain Glasfabrik an deren Ende sie auf niederländisches Staatsgebiet trifft, um bis Übach-Palenberg beziehungsweise Rimburg (NL) Grenzfluss zwischen den Niederlanden und Deutschland zu bleiben.
Am Boscheler Berg zwischen dem Ortsteil Merkstein und Boscheln, nahe dem Gut Neumerberen, entspringt der Übach, der von dort nördlich des Ortsteils Plitschard und westlich des Ortsteils Herbach weiter nach Übach fließt.
Ein weiteres Fließgewässer tangiert Herzogenrather Stadtgebiet, der im Nordwesten Aachens entspringende Amstelbach. Dieser verläuft von Aachen-Richterich kommend in nördlicher Richtung und passiert dabei die jeweils westlich liegenden Ortsteile Kircheich, Mühlenbach und Pannesheide, während der Ortsteil Bank direkt durchschnitten wird. Bei Pannesheide wird der Amstelbach kurzzeitig zum Grenzfluss zwischen Deutschland und den Niederlanden um anschließend als Anselderbeek das Anstelvallei (Amsteltal), Kerkrades grünes Herz, zu durchqueren. Gegenüber dem Ortsteil Hofstadt (Finkenrath) mündet der Bach, gemeinsam mit dem Strijthagerbeek in die Wurm.

### Geologie

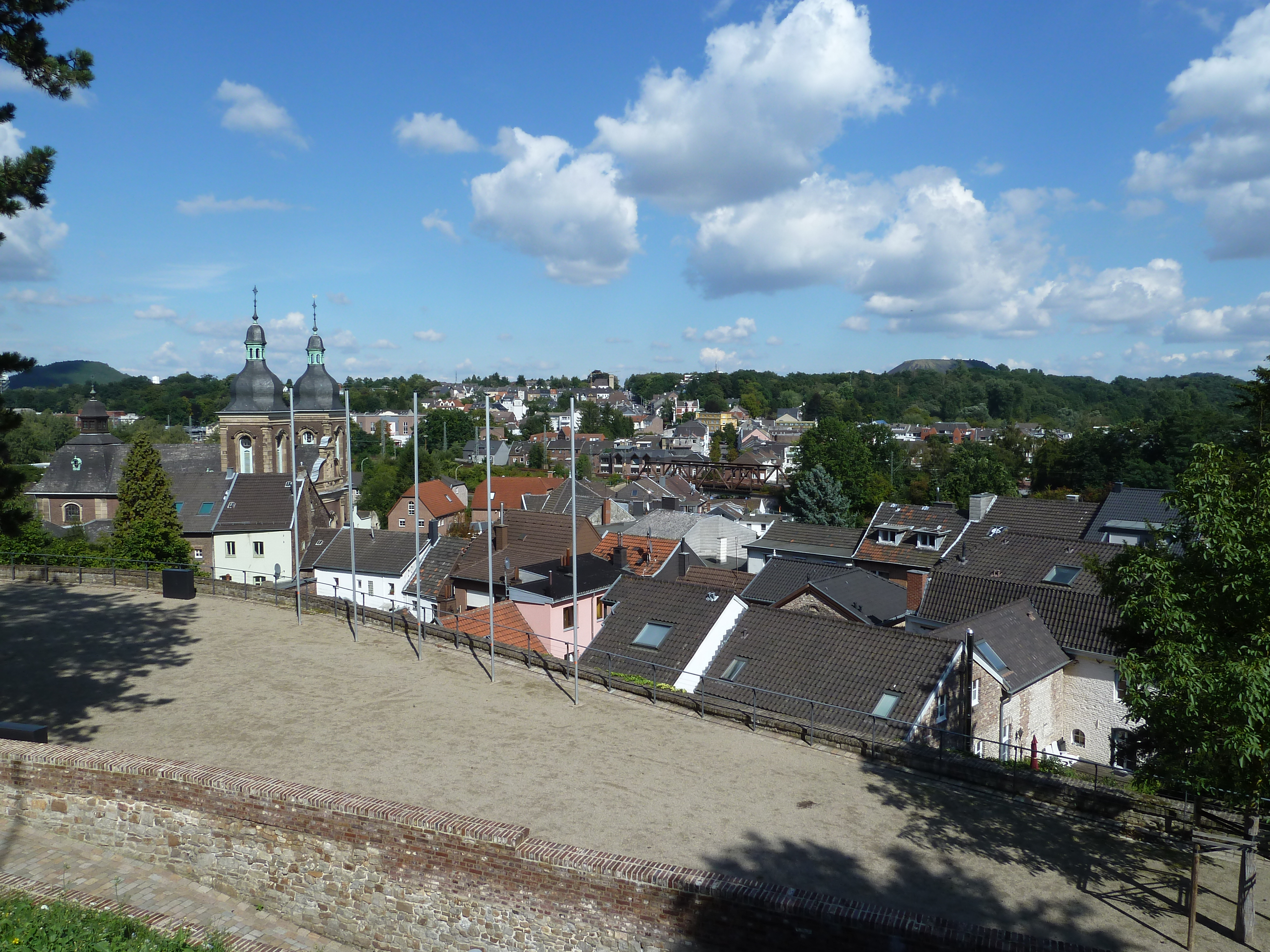
Blick auf Herzogenrath

Die Stadt Herzogenrath liegt im Übergangsbereich zweier Landschaften mit grundlegend unterschiedlicher geologischer Entstehung. Von Süden (Eifel, Ardennen) fällt das während der variszischen Gebirgsbildung aufgefaltete und später wieder eingerumpfte Rheinische Schiefergebirge in nördlicher Richtung in zunehmende Tiefe ab. Darüber haben sich nach Norden mächtiger werdende Sedimente aus jüngeren Erdzeitaltern schichtweise abgelagert. In beiden Bereichen ist der Untergrund durch teils noch aktive Verwerfungen in Bruchschollen untergliedert. Eine dieser Bruchlinien, der Feldbiss, durchzieht Herzogenrath.
Die älteren, nach Norden zunehmend in größere Tiefen vordringenden Schichten des Schiefergebirgsrumpfes gliedern sich von oben (jung) nach unten (alt) in Kreide, Karbon, Devon und ältere. Darüber lagernde Sedimente stammen großteils aus dem Zeitalter des Tertiär. Die jüngsten Lagen (z. B. örtlich auftretende Lößlehmdecken) stammen aber aus dem Quartär, sind also geologisch noch sehr jung.
Für den ehemals in und um Herzogenrath betriebenen Steinkohlebergbau bedeutete dieser geologische Aufbau des Untergrundes den Vorteil von knapp unter der Erde liegenden Kohleflözen südlich des Feldbiss (Kohlscheid, Straß, Pannesheide), aber ebenso die Notwendigkeit zum Tiefbau mit erheblichem Entwässerungsaufwand infolge wasserreicher Deckgebirgsschichten nördlich davon (Merkstein).

Niederschläge

### Klima
Der Jahresniederschlag beträgt 760 mm. Der Niederschlag liegt im mittleren Drittel der Messstellen des Deutschen Wetterdienstes. 54 % zeigen niedrigere Werte an. Der trockenste Monat ist der Oktober; am meisten regnet es im Mai. Im niederschlagreichsten Monat fällt etwa 1,4mal mehr Regen, als im trockensten Monat. Die jahreszeitlichen Niederschlagschwankungen liegen im unteren Drittel. In nur 1 % aller Orte schwankt der monatliche Niederschlag weniger.

## Geschichte

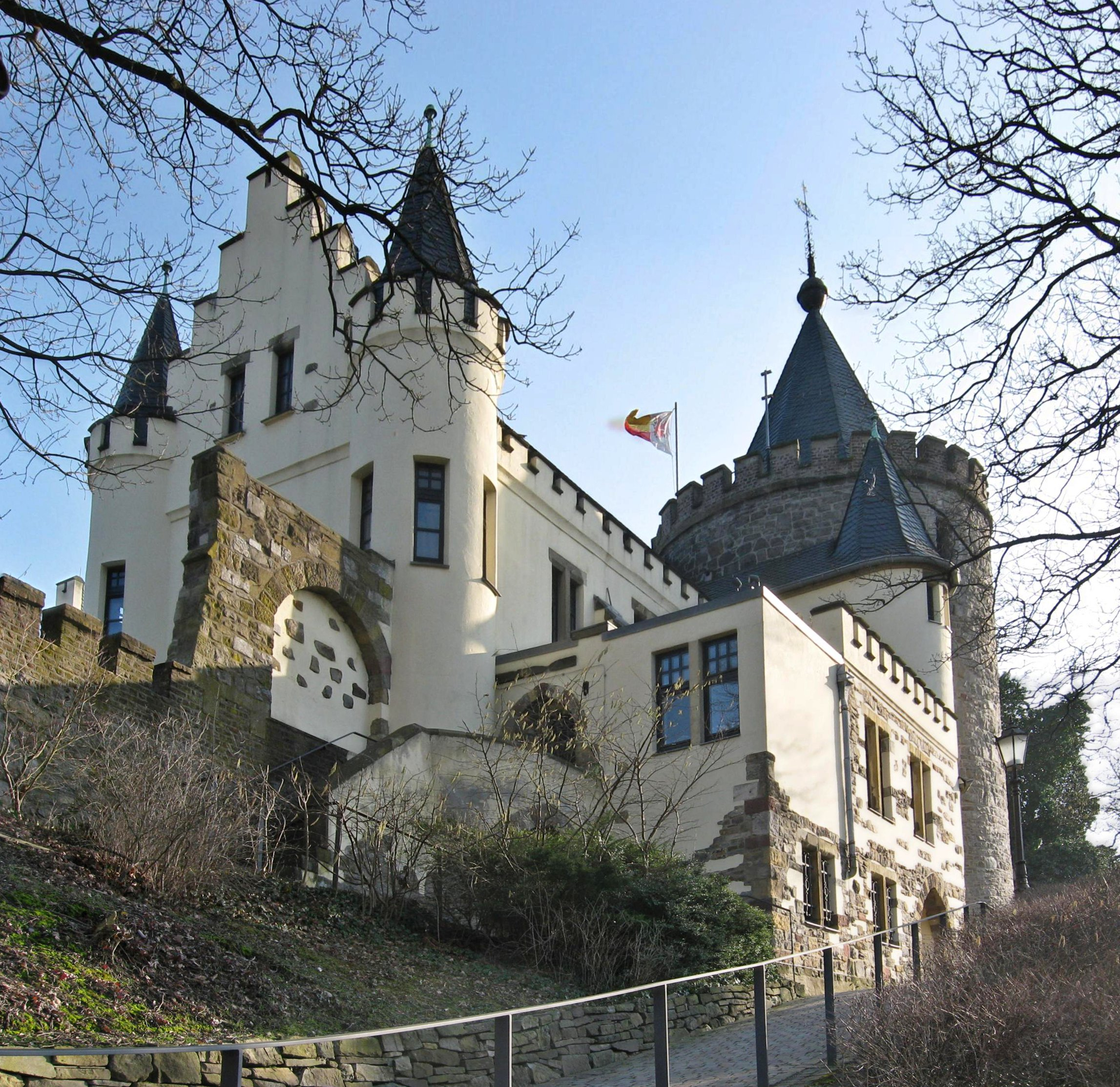
Burg Rode

Urkundlich erwähnt wird Herzogenrath erstmals im Jahre 1104, als Burgsiedlung der Grafen von Saffenberg „Castrensis Viculus“. Später geht die Burg Rode an die Herzöge von Limburg und wird schließlich 1282 unter dem Namen „’s Hertogenrode“, sinngemäß „des Herzogs Rodung“, urkundlich belegt. Bis zur Französischen Revolution blieb es in Personalunion mit Limburg vereint. Die Stadtrechte (einschließlich des Münzrechts) erhielt der Ort durch König Rudolf von Habsburg im selben Jahr. Im Jahre 1283 rückte das brabantische Heer unter Winnemar von Gijmenich gegen Herzogenrath vor. Durch die Belagerung herrschte in der Bevölkerung Hungersnot. Bei einer Inspektion wurde der Anführer des gegnerischen Heeres durch eine Heldentat eines unbekannten Herzogenrather Armbrustschützen getötet. Durch den Schock im Heer über den Verlust des Heerführers zogen sich die Ritter zurück. Noch heute wird der Held als „Schütz von Rode“ gefeiert.
Nach der Schlacht bei Worringen kam Limburg, also auch Herzogenrath, zum Herzogtum Brabant. Mit den benachbarten Herrschaften Dalhem und dem Land von Valkenburg bildete es die Lande von Übermaas, die zusammen mit Limburg unter einem gemeinsamen Statthalter eine der 17 Provinzen der Burgundischen Niederlande waren. Auch diese Föderation mit Limburg und den Landen von Übermaas sollte bis zur Französischen Revolution bestehen bleiben. Auf Französisch hieß die Stadt und die Herrschaft Rode le Duc oder Rolduc, ein Name der heute in der gleichnamigen Abtei Rolduc weiter lebt.
Zwischen 1730 und 1780 war die „Bande“ der Bockreiter in Herzogenrath und Umgebung aktiv. Auf dem Wiener Kongress (1814–1815) wurde das Land Rode aufgeteilt und durch den Vertrag von Aachen 1816, in dem Ergebnisse des Wiener Kongresses des Vorjahres näher bestimmt wurden, die genaue Grenze zwischen den Niederlanden und Preußen festgelegt. Das heutige Herzogenrath wurde Preußen zugeschlagen, die andere Hälfte ging an die Vereinigten Niederlande und wurde zur Gemeinde Kerkrade. Dabei verlor Herzogenrath die Stadtrechte, die ihr erst wieder 1919 verliehen wurden. Anlässlich der kommunalen Neugliederung in Nordrhein-Westfalen wurde Herzogenrath am 1. Januar 1972 um die ehemaligen Gemeinden Kohlscheid im Süden und Merkstein im Norden erweitert und wuchs über Nacht von 9.000 auf 43.000 Einwohner. Diese Eingemeindung war nicht unumstritten, und es wurden Alternativnamen wie „Komerath“ (= Kohlscheid + Merkstein + Herzogenrath) vorgeschlagen. Trotz stetigen Wachstums um etwa 10.000 Einwohner sind bis heute die drei Teile noch nicht vollständig zusammengewachsen, obschon seit den 1970ern neue Wohngebiete bevorzugt zwischen den alten Kerngemeinden entstanden.

### Vom Bergbau zur Naherholung

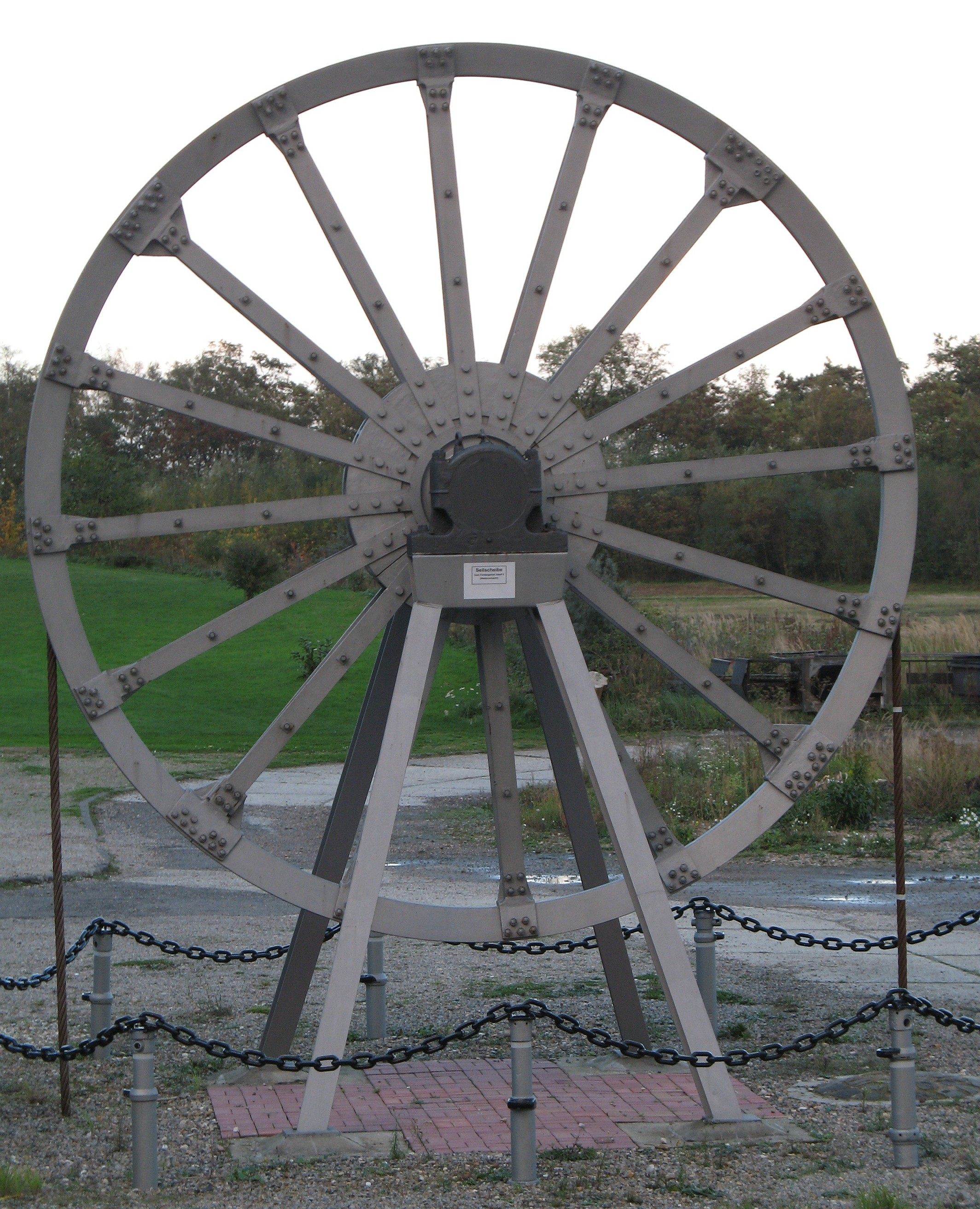
Seilscheibe im Grube-Adolf-Park

Im Wurmtal südwestlich von Herzogenrath befand sich der älteste für Mitteleuropa dokumentierte Steinkohlenbergbau, von dem die Aufzeichnungen des im Nachbarort Kerkrade gelegenen Klosters Rolduc (Annales Rodenses) erstmals im Jahre 1113 berichten. Jahrhunderte währender Bergbau und die Bergbaugeschichte haben den Nordkreis Aachen und damit auch die Stadt Herzogenrath geprägt. Die markante Haldenlandschaft ist dafür zum weithin sichtbaren Wahrzeichen geworden. Der Eschweiler Bergwerksverein (EBV) förderte von 1899 bis 1972 auf der Grube Adolf in Merkstein mit bis zu 2700 Beschäftigten 37,5 Mio. Tonnen Kohle. Danach wurden die oberirdischen Anlagen abgerissen, bis nur noch das Fördermaschinenhaus als letztes Gebäude übrig blieb. Überlassenschaft des Bergbaus ist die mit Hilfe einer Lorenbahn aufgeschüttete Abraumhalde. Weitere Steinkohlenbergwerke auf Herzogenrather Gebiet waren die von Eduard Honigmann erschlossene und betriebene Grube Nordstern zwischen Merkstein und Alsdorf-Busch, die Gruben Laurweg, Langenberg und Kämpchen in Kohlscheid, sowie die Grube Voccart in Straß. Bis zur Mitte des 19. Jahrhunderts gab es an den Hängen des Wurmtals zahlreiche kleinere Gewerke (Schächte, Pingen, Stollen etc.). Davon sind nicht alle namentlich bekannt. Eine Vielzahl an Schächten wurde im Bereich von Straß/Kohlberg/Pannesheide angelegt. Bis zur Säkularisation durch Napoleon kontrollierte das nahe gelegene Kloster Rolduc den dortigen Bergbau. Mindestens ein Dutzend seigere, also senkrechte Schächte sowie eine Reihe von Erbstollen, die das Grubenwasser zur Wurm ableiteten, solange es noch keine leistungsfähigen Pumpen gab, existierten allein rund um den „Kohlberg“ bei Straß/Pannesheide/Kohlscheid in diesem Bereich.
Jedoch hatte der Kernort Herzogenrath kaum Anteil am Bergbau. Dieser prägte vielmehr die Ortsteile wie Kohlscheid, Kohlberg, Merkstein, Kämpchen und Pannesheide, wo sich die Bergwerke befanden. Außerdem befinden sich im Wurmtal zwischen Kohlscheid/Straß und Bardenberg/Pley noch sehr viele Spuren des Bergbaus. Nach Rekultivierung von Zeche und Halde durch gezielte Anpflanzungen in den 1970er Jahren war das Gelände über Jahrzehnte sich selbst überlassen. Die Natur hat dieses Gebiet zurückerobert. In den Jahren 1998–1999 wurde das gesamte Areal vom EBV mit finanzieller Unterstützung des Landes Nordrhein-Westfalen und der Europäischen Union als Landschaftspark umgestaltet. Der „Grube-Adolf-Park Merkstein“ umfasst zirka 60 Hektar und besteht aus dem ehemaligen Zechenstandort, von dem nur noch das Fördermaschinenhaus übrig geblieben ist (Besucherzentrum des Parks), der zirka 100 m aufragenden Abraumhalde und einem zirka 1 km langen Waldgürtel.

### Wurmtal
Das angrenzende Wurmtal ist zum Spazieren und Fahrradfahren hervorragend geeignet. Dieses Gebiet umfasst einen etwa 3 Kilometer (nur der Herzogenrather Teil des Wurmtales) langen Abschnitt des Flachlandflusses Wurm, welcher zwischen Herzogenrath und Übach-Palenberg die Staatsgrenze zwischen den Niederlanden und Nordrhein-Westfalen bildet. Die bis zu 8 Meter breite Wurm mäandriert zunächst in teilweise weit ausholenden Bögen durch eine vorwiegend mit Silberweiden, Erlen, Eschen, Weidensträuchern und Hochstaudenfluren dicht bewachsene Aue. Gleit- und teilweise mehrere Meter hohe Prallhänge, sandig-schottrige und teils auch lehmige Mäanderinseln und durch natürliche Laufverlagerungen als Altwasser und Altarme abgeschnürte ehemalige Flussabschnitte kennzeichnen das renaturierte Fließgewässer. Früher als Feuchtgrünland genutzte Flächen sind inzwischen zum Teil der Sukzession überlassen und verbuschen mit Feuchtgehölzen. In höher gelegenen Bereichen stockt ein vor allem aus Eichen und Birken zusammengesetzter Laubwald. Die letzten rund 400 Meter der Wurm innerhalb des Gebietes sind ausgebaut. Auf Herzogenrather Seite befinden sich in der Aue ferner einige Kleingewässer, die auf einen Quellhorizont hinweisen, welcher sich auch auf niederländischer Seite und in den Tälern der westlichen Wurmzuflüsse (Dentgenbach, Strijthagerbeek Anselderbeek/Amstelbach) fortsetzt, sowie zwei als Angelteiche genutzte Stillgewässer.

## Politik
Am 23. September 2008 wurde die Stadt Herzogenrath von der Bundesregierung mit dem Titel „Ort der Vielfalt“ ausgezeichnet.

### Stadtrat
Seit September 2020 verteilen sich die Sitze des Stadtrats folgendermaßen auf die Parteien und Wählervereinigungen:
| Partei | Stimmenanteil in % | Ratssitze |
| ------ | ------------------ | --------- |
| SPD    | 38,4               | 18 (+ 1)0 |
| CDU    | 29,6               | 14 (− 2)0 |
| GRÜNE  | 16,0               | 8 (+ 4)   |
| LINKE  | 2,8                | 1 (− 2)   |
| FDP    | 7,5                | 4 (+ 2)   |
| UBL1   | 5,6                | 3 (+ 1)   |

1UBL: Unabhängige Bürgerliste Herzogenrath
(Stand: Kommunalwahl am 13. September 2020)
Für die Wahlperiode 2020–2025 einigten sich SPD und Bündnis 90/Die Grünen auf eine Koalition.

### Bürgermeister
Am 13. September 2020 wurde Benjamin Fadavian (SPD) mit 53,32 % der Stimmen zum Bürgermeister gewählt. Er folgte auf Christoph von den Driesch (CDU).

### Städtepartnerschaften
Die Stadt Herzogenrath pflegt Städtepartnerschaften mit:
- Plérin, Arrondissement Saint-Brieuc (Frankreich), seit 1986
- Kerkrade (Niederlande), mit der Herzogenrath seit 1991 eine symbolische „Europastadt“ namens „Eurode“ bildet.[9]
- Bistritz (Rumänien), seit Sommer 2005

## Kultur und Sehenswürdigkeiten

### Bauwerke

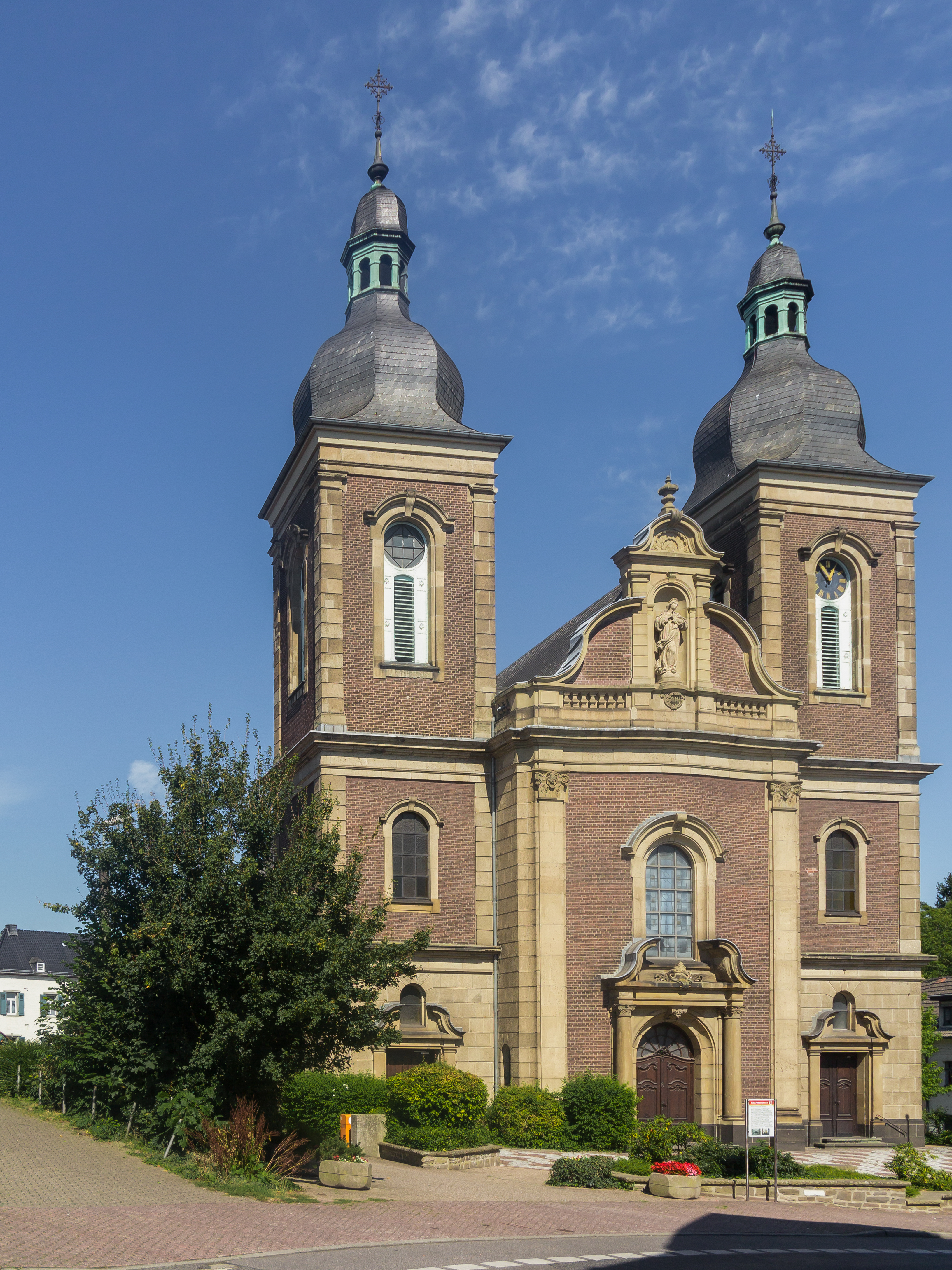
St. Mariä Himmelfahrt, Kleikstraße
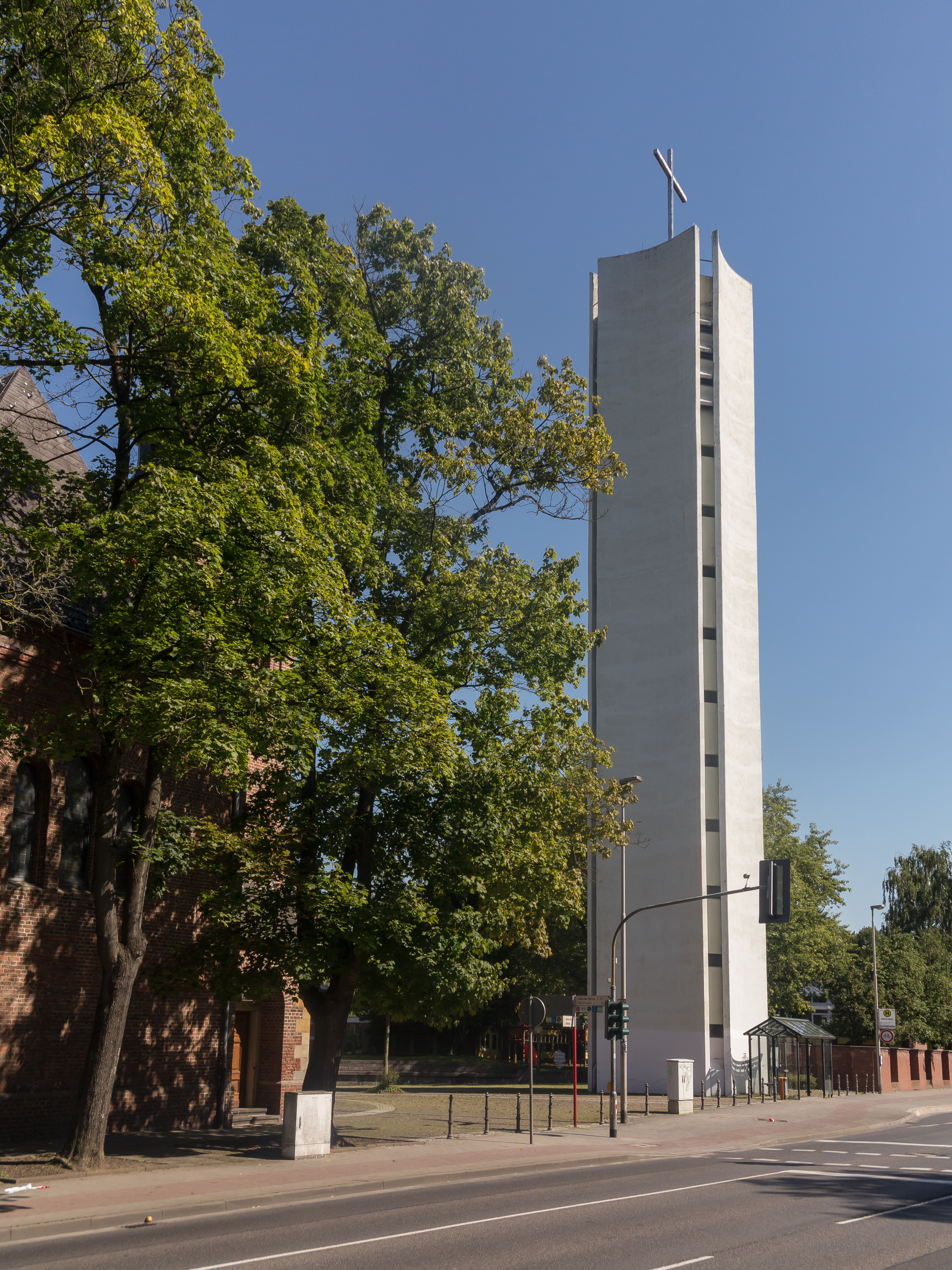
Glockenturm der Kirche St. Gertrud

### Sport
In Herzogenrath gibt es viele verschiedene Sportvereine: von zehn Fußballvereinen über Turnvereine und drei Schwimmvereine (und die DLRG-Ortsgruppe Herzogenrath) bis hin zu Schützenvereinen darunter die St. Sebastiani Armbrustschützen-Gesellschaft anno 1250, Handball- und Volleyballgruppen, Kampfsportgruppen und Wandervereinen.

### Veranstaltungen
Der WDR-Radiosender Eins Live veranstaltete in den Jahren 2004 und 2005 sein Königstreffen in Herzogenrath. Für das Musikfestival war eine jährliche Austragungsweise vorgesehen, doch in den beiden folgenden Jahren kam es nicht zu einem weiteren Königstreffen in Herzogenrath.
Das Rodarockfestival wurde erstmals 2006 ausgerichtet, damals nur mit wenigen regionalen Bands. 2007 waren es elf Bands die in elf Stunden ihr Können zeigten. Neben Regionalbekannten Bands wie Susp.act, Longing for Tomorrow und HADG war auch die als Vorgruppe von Tokio Hotel bekannt gewordene Band Peilomat vertreten. In den folgenden Jahren traten weitere Bands auf wie Eskimo Callboy, Deadlock (beide 2012), EMMA6 (2008), His Statue Falls (2009–2011, 2013) sowie We Butter the Bread with Butter (2010). Nach und nach internationalisierten sich die Headliner des Festivals mit Bands wie Deez Nuts (2016, Australien), Counterparts (2018, Kanada), Crystal Lake (2019, Japan), Landmvrks (2022, Frankreich) und Siamese (2022, 2024, Dänemark).
Auf dem Parkplatz an der Bergerstraße findet in den Sommermonaten (März bis Oktober) jeden Samstag ein Trödelmarkt statt.

## Wirtschaft
Alteingesessene Industriebranchen waren die Glasherstellung wegen der Nähe zu Sandlagerstätten mit hochreinem (bis zu 98,8 Prozent SiO2) Quarzsand im Ortsteil Worm Vereinigte Glaswerke (VEGLA), seit den 1990er Jahren Saint-Gobain Glass Deutschland und seit 1851 die Herstellung von Nähmaschinennadeln durch die Firma Schmetz, welche am 4. Oktober 2010 Insolvenz anmelden musste.
Ursprünglich eine Bergbauregion (Steinkohle, Wurmrevier), versucht die Stadt seit einiger Zeit den Wandel hin zu modernen Technologien. Einen regionalen Bekanntheitsgrad hat dabei der Technologiepark Herzogenrath auf dem Gelände der ehemaligen Steinkohlengrube Laurweg im Stadtteil Kohlscheid erlangt. Auf dem Gelände des Technologieparks finden sich neben diversen kleinen und häufiger wechselnden Gründerfirmen auch ein Werk der Firma Aixtron, ein Unternehmen bei Maschinen zur Chipherstellung, und ein Forschungszentrum des Telekommunikationsausrüsters Ericsson. Ebenso ist dort das Unternehmen Cerobear ansässig, ein Hersteller von keramischen Wälzlagern.
An der Grenze zur niederländischen Nachbarstadt Kerkrade liegt das grenzüberschreitende Dienstleistungszentrum Eurode Business Center.

### Verkehr

#### Schienenverkehr

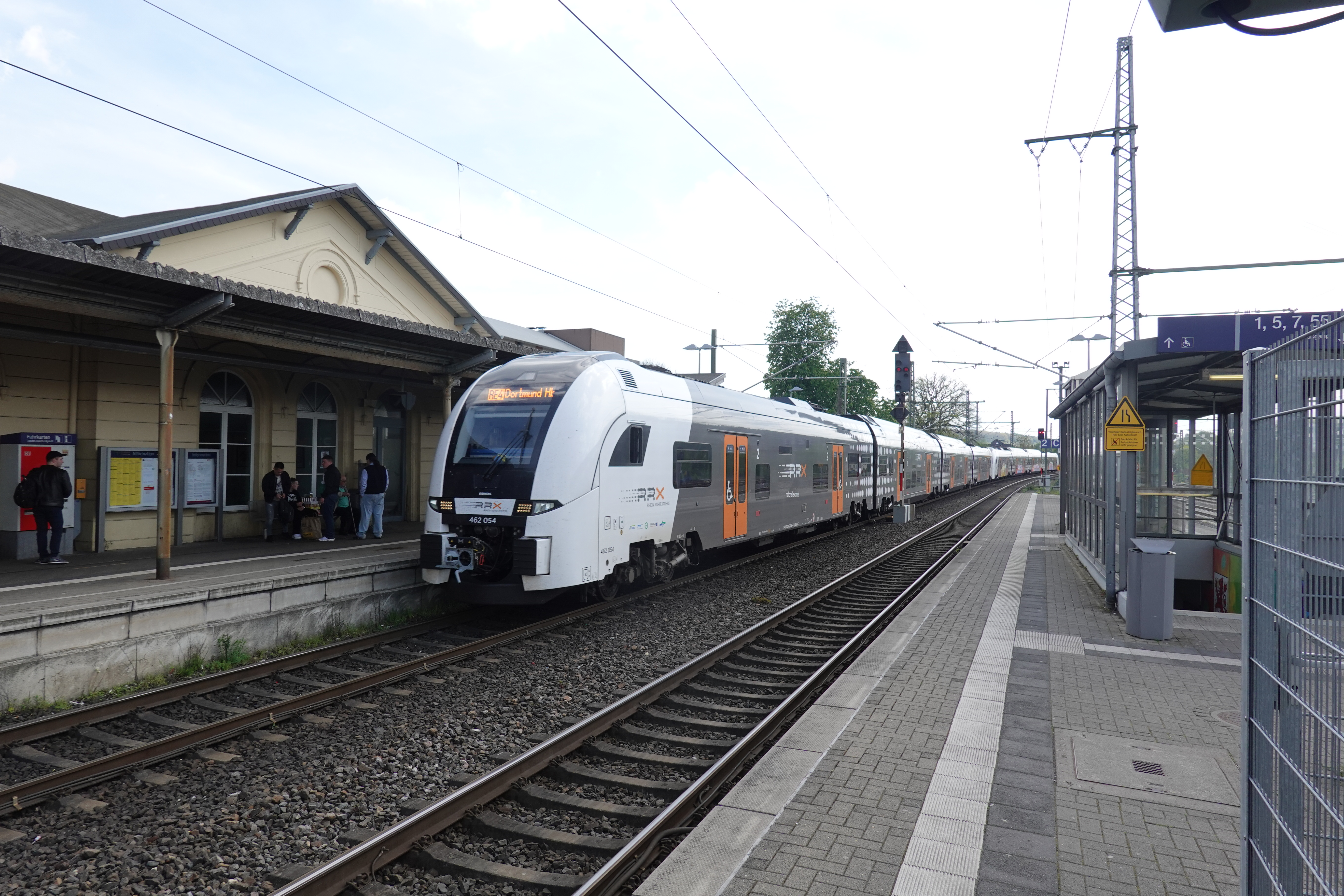
Bahnhof Herzogenrath

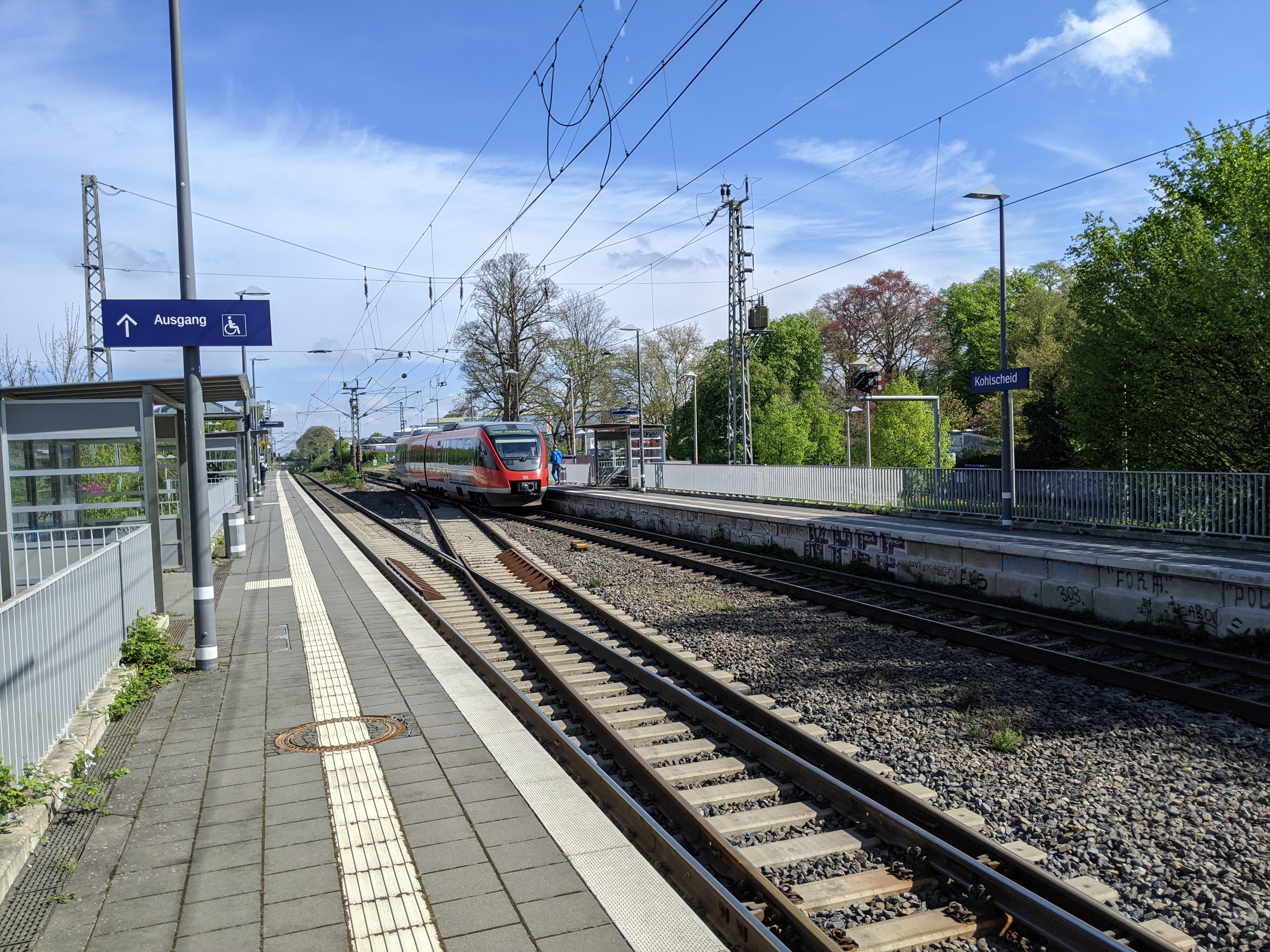
Bahnhof Kohlscheid, 2025

Die Stadt gehört dem Aachener Verkehrsverbund an. Der Bahnhof Herzogenrath liegt an der Strecke Aachen – Mönchengladbach sowie an den Strecken Herzogenrath – Heerlen und nach Stolberg. Dort gibt es die Haltepunkte Alt-Merkstein und August-Schmidt-Platz.
Auf der Strecke nach Mönchengladbach fahren die Rhein-Niers-Bahn nach Heinsberg sowie Duisburg, der Wupper-Express nach Dortmund und der LIMAX nach Heerlen. Die Rhein-Niers-Bahn und die Euregiobahn halten zusätzlich im Bahnhof Kohlscheid. Im Fernverkehr war Herzogenrath im Jahr 2016 nur durch ein IC-Paar, das seit 2009 zwischen Aachen und Berlin verkehrte, angebunden. Es handelt sich aktuell um vereinzelte Intercity-Express der Linie 14 sowie Intercity der Linie 32. Bis zum Jahr 1999 bedienten im zweistündigen Takt Interregios der Linie 20 Herzogenrath.
Der Bahnhof verfügt über mehrere Bushaltestellen und ein P+R-Parkhaus.

#### ÖPNV
Im Jahr 1902 wurde eine Straßenbahnstrecke von Aachen bis Kohlscheid eröffnet, welche in mehrere Abschnitten über Herzogenrath bis Merkstein verlängert wurde. Der Endpunkt Merkstein wurde 1910 erreicht. Bis 1912, in der Zeit des Zweiten Weltkriegs und kurz danach wurde mit der Straßenbahn auch Kohle transportiert. In den Jahren 1957 bis 1960 wurde diese Strecke abschnittsweise stillgelegt. Seitdem wird der Nahverkehr vollständig mit Bussen betrieben; die Busknotenpunkte heißen August-Schmidt-Platz (Merkstein), Kohlscheid Weststraße (Kohlscheid) und Bahnhof Herzogenrath (Herzogenrath).

#### Straßenverkehr
Durch das Stadtgebiet führt weder eine Autobahn noch eine Bundesstraße.
Jedoch ist Herzogenrath durch Zubringerstraßen mit dem Autobahnnetz verbunden. Die nächstgelegenen Anschlussstellen sind für den südlichen Bereich Aachen-Laurensberg der A 4, für den mittleren Bereich Broichweiden der A 44 und für den nördlichen Bereich Alsdorf der A 44.

#### Radwege
Die Stadt ist an mehrere Radwanderwege angeschlossen:
- Die 524 km lange Wasserburgen-Route verbindet mehr als 130 Burgen am Rand der Eifel und in der Kölner Bucht.
- Die Grünroute führt auf 370 km entlang der schönsten Naturgebiete zwischen Beringen in Belgien, Heerlen in den Niederlanden und Düren in Deutschland durch eines der ehemals größten Steinkohlereviere Europas.
- Die Zwei-Länder-Route (kurz 2LR) schlängelt sich auf 270 km zwischen Aachen und Nijmegen durch das Land an Maas und Niederrhein. Als „Route mit den vielen Gesichtern“ bietet die 2LR einen Mix aus Natur und Kultur.

Ein Radschnellweg nach Aachen ist in Planung.

## Bildung
Herzogenrath besitzt eine Reihe von Bildungsanstalten, darunter neun Grundschulen, wobei die meisten eine Nachmittagsbetreuung anbieten, oder Ganztagesschulen sind. Weiterhin gibt es eine Gesamtschule (Europaschule) in Merkstein, sowie eine Gesamtschule in Kohlscheid und ein Gymnasium in Herzogenrath Mitte. Auf demselben Gelände wie das Gymnasium befindet sich auch das Berufskolleg für Wirtschaft und Verwaltung. Herzogenrath verfügt über eine Förderschule mit dem Förderschwerpunkt „Geistige Entwicklung“, die Roda-Schule, eine Förderschule im Verbund mit den Förderschwerpunkten „Lernen, emotionale und soziale Entwicklung sowie Sprache“, die Käthe-Kollwitz-Schule.
Darüber hinaus bietet die Volkshochschule Nordkreis Aachen sowie die Europaschule, zu deren Trägern die Stadt Herzogenrath zählt, ein abwechslungsreiches Bildungsprogramm für Erwachsene u. a. mit Sprachkursen (z. B. Niederländisch) an.

## Persönlichkeiten

### Söhne und Töchter der Stadt
- Carl Elsasser (1822–1911), Kommunalpolitiker, Abteilungsdirektor im Reichspostamt und Mitglied des kaiserlichen Patentamtes
- Napoléon Schroeder (1855–1922), deutsch-belgischer Manager, Generaldirektor der CIWL
- Matthias Schlösser (1865–1944), Politiker
- Erich von den Driesch (1878–um 1915), Bildhauer
- Friedrich Langensiepen (1897–1975), Pfarrer und Mitglied des Rheinischen Bruderrates der Bekennenden Kirche
- Ferdinand Bernhard Schmetz (1897–1968), deutscher Nadelfabrikant und Segelflugzeugbauer aus Herzogenrath
- Hubert Barwahser (1906–1985), niederländischer Flötist und Musikpädagoge
- Wilhelm Schultheis (1923–2010), Altbürgermeister und Ehrenbürger der Stadt Herzogenrath
- Josef Quadflieg (1924–2020), Religionspädagoge und Schriftsteller
- Wolfgang Schieren (1927–1996), Versicherungsmanager, Vorstandsvorsitzender der Allianz AG
- Rolf von der Laage (1932–2006), Journalist, Sportfunktionär und Sportorganisator
- Heribert Offermanns (* 1937), Chemiker und Manager der Degussa AG
- Helmut Schwartz (1937–2007), Politiker
- Manfred Durzak (* 1938), Germanist und Literaturwissenschaftler
- Walter Josef Meyer (1938–2000), 1989 bis 1994 Landrat des Kreises Aachen
- Carl Meulenbergh (* 1943), Politiker
- Jürgen Zieger (* 1955), Oberbürgermeister a. D. der Stadt Esslingen am Neckar in Baden-Württemberg
- Gerard Kever (* 1956), Maler und Grafiker
- Silvia Szymanski (* 1958), Musikerin und Schriftstellerin
- Achim Szymanski (* 1959), Creative Director und Schriftsteller
- Altay Coşkun (* 1970), Althistoriker, lehrt seit 2009 an der University of Waterloo
- Dirk Maassen (* 1970), Komponist und Pianist
- Grete Esser-Plum, Heimatforscherin und Empfängerin des Rheinlandtalers 1994
- Theo Kutsch, Landes- und Regionalgeschichtler und Empfänger des Rheinlandtalers 1983
- Wolf D. Penning, Landes- und Regionalgeschichtler und Empfänger des Rheinlandtalers 2005

### Persönlichkeiten mit Bezug zu Herzogenrath
- Norman Becker (* 1984), mehrfacher Deutscher Meister im Turm- und Wasserspringen
- Kurt Berkner (1907–1938), starb nach Folter in nationalsozialistischer Untersuchungshaft; mit der „Kurt-Berkner-Plakette“ wurden bis 1970 Menschen aus der Region ausgezeichnet
- Sadik Fofana (* 2003), Fußballspieler
- Tom Geerkens (* 2000), Fußballspieler, aufgewachsen in Kohlscheid
- Moritz Honigmann (1844–1918), Chemiker, Erfinder und Unternehmer
- Anna Klöcker (1895–1977), 1945–1972 Stadtverordnete; setzte sich für die Gleichberechtigung der Frau ein
- Karl Rubner (1901–1988), Bergarbeiter, Gewerkschafter, Politiker und Widerstandskämpfer gegen das Naziregime
- Astrid Stienen (* 1979), Triathletin
- Hans Vorpeil (1937–2019), Landtagsabgeordneter

### Ehrenbürger (seit 1977)
- Wilhelm Schultheis (1923–2010), Bürgermeister a. D. (seit 10. September 1991)
- Petra Meisler, Bürgermeisterin a. D. (seit 31. März 2000)
- Gerd Schwartz, Bürgermeister a. D. (seit 31. März 2000)

### Ehrenringträger (seit 1977)
Seit 1977 hat die Stadt Herzogenrath den Ehrenring an insgesamt 44 ehrenamtlich verdiente Kommunalpolitikerinnen und -politiker verliehen. Mit dieser Auszeichnung werden Personen geehrt, die sich mindestens seit 25 Jahren ehrenamtlich kommunalpolitisch betätigt haben.
Zu den Ehrenringträgern gehören, nach Datum der Verleihung:
- 7. Dezember 1977: Josef Uebachs († 28. Juni 1988), Josef Schultheis († 22. Dezember 1995)
- 15. Mai 1979: Wilhelm Schultheis (* 1923; † 6. Januar 2010)
- 23. Mai 1982: Annelies Schmetz († 7. März 2005)
- 23. September 1986: Franz-Josef Terodde, Harald Rucmann
- 24. Juni 1987: Otto Prast († 23. März 1996), Wilhelm Plum († 16. April 1994), Heinz Grouls († 21. April 1987)
- 28. September 1989: Gerd Schwartz, Heinz Rasche († 2. Februar 1998)
- 14. Dezember 1994: Heinz Küppers († 6. August 2001), Wilhelm Hackenbroich († 15. November 2006)
- 20. Juni 1995: Josef Königs († 22. März 2003)
- 10. September 1997: Egidius Schiffler († 11. Dezember 2008), Gerhard Neitzke
- 24. August 2000: Hubert Hammers (* 1925; † 19. März 2012)
- 30. August 2001: Herbert Aretz
- 16. Juli 2002: Alfons-Reimund Billmann (* 30. Juni 1944; † 8. April 2022)
- 15. Juli 2003: Karl-Hans Hermanns († 24. Juni 2009)
- 20. Juli 2004: Jakob Engels, Herbert Nilges (* 3. August 1945; † 20. August 2020), Willi Penners († 25. August 2005)
- 14. Oktober 2008: Erwin Künkeler
- 10. September 2009: Günter Backhaus, Bruno Barth, Gerhard Guthörl (* 4. Mai 1936; † 17. Juli 2020), Bernd Simons
- 12. Dezember 2012: Anne Fink, Manfred Fleckenstein, Folker Moschel
- 17. Dezember 2014: Josef Dautzenberg, Wolfgang Goebbels, Ulrich Hoffmann-Siemes, Herbert Horbach, Peter Joerißen, Helmut Königs, Wolfgang Krott, Günter Prast, Norbert Thönnissen (* 28. April 1949; † 13. September 2020)
- 15. Dezember 2015: Hans-Joachim Helbig
- 12. Dezember 2017: Renate Gülpen, Andreas Jaroniak, Detlef Knehaus

## Sonstiges
Ein Teil der Grenze zu Kerkrade (und damit zu den Niederlanden) verläuft auf der Neustraße, deren eine Straßenseite zu Deutschland (und damit zu Herzogenrath) und die andere zu den Niederlanden gehört, wobei die eigentliche Grenzlinie auf dieser Straße nicht immer in deren Mitte verläuft, sondern mehrfach verspringt. So überfahren die Verkehrsteilnehmer mehrfach unbewusst die Nationalgrenze zwischen dem Königreich der Niederlande und der Bundesrepublik Deutschland.